# 威廉·H·苏厄德
威廉·亨利·史華德（英語：William Henry Seward，1801年5月16日—1872年10月10日）是一名美国律师、地产經紀人、政治家，曾任美国国务卿、美國參議員和纽约州州长。

## 生平
蘇厄德曾於1849－1861年擔任兩屆美國參議員。他於1860年美國總統選舉與亞伯拉罕·林肯競逐共和黨初選，最終敗給林肯。林肯于1861年就任總統後，讓他出任國務卿。
1865年4月14日，美國內戰結束後的僅五天，總統林肯遇刺身亡。行刺主謀约翰·威尔克斯·布斯另與路易斯·鮑威爾合謀，讓他當天晚上到蘇厄德的家中進行刺殺，蘇厄德臉部被刀重創，但沒有危及生命。林肯遇刺後，副總統安德魯·詹森繼任總統，蘇厄德仍任國務卿，他保持對總統詹森的忠誠，維持共和黨在內閣的影響力。

## 外交
他在國務卿任內，從俄罗斯手上買下了俄属美洲，即今日的美国阿拉斯加州。购买阿拉斯加事件一度造成民众对苏厄德的批评和非议，人们称阿拉斯加这块不毛之地为“苏厄德的冰箱”或者是“苏厄德的蠢事”。

## 資料來源
1. ↑  .   [2011-04-29]. （原始内容存档于2020-06-16）.

### 注解
1. ↑  英語：
2. ↑  英語：

| 前任： 威廉·L·马西       | 纽约州州长 1839年－1843年 | 繼任： 威廉·C·鲍克       |
| 前任： 杰里迈亚·S·布莱克 | 美国国务卿 1861年－1869年 | 繼任： 伊莱休·B·沃什伯恩 |